# Edoardo Ruffini
Edoardo Ruffini Avondo (Torino, 25 aprile 1901 – Borgofranco d'Ivrea, 10 febbraio 1983) è stato un giurista e avvocato italiano.

## Biografia
Figlio del celebre Francesco Ruffini e di Ada Avondo, nel 1926 divenne docente di storia del diritto all'Università degli Studi di Perugia. Nel 1931 si rifiutò, insieme al padre, di prestare il giuramento di fedeltà al fascismo: il gesto — fu uno dei pochi docenti in Italia a opporsi — gli costò le dimissioni coatte e la radiazione dall'Ordine degli Avvocati per tutto il resto del regime mussoliniano.
Reintegrato nel 1946, sia nell'avvocatura sia all'insegnamento presso l'ateneo perugino, fu in seguito un importante studioso di diritto medievale. 
Si suicidò nel 1983, assieme alla moglie Maria Giorgina Bruno.